# Гуковка
Гуковка (укр. Гуківка) — село, Протопоповский сельский совет, Дергачёвский район, Харьковская область, Украина.
Код КОАТУУ — 6322081004. Население по переписи 2001 года составляет 72 (32/40 м/ж) человека.

## Географическое положение
Село Гуковка находится на левом берегу реки Криворотовка, выше по течению на расстоянии в 2 км расположено село Терновая, ниже по теч в 1 км — пгт Ольшаны, на противоположном берегу — сёла Протопоповка и Ярошовка.

## История
- 1750 — дата основания.
- В 1940 году, перед ВОВ, в селе Гуковка, располагавшемся на северном берегу реки Криворотовка, были 54 двора и кирпичный завод.[1]